# Kongregace Ježíše a Marie
Kongregace Ježíše a Marie (Congregatio Iesu et Mariae, C.I.M.; někdy také Eudisté) je klerické Společenství apoštolského života papežského práva, založené roku 1643 sv. Janem Eudesem jako společnost zaměřená na vedení diecézních seminářů a na misijní činnost. 

## Stručná historie
Kongregace byla založena roku 1643 v normandském Caen, když oratorián Jan Eudes vystoupil ze své původní společnosti a založil novou společnost, která se měla věnovat péči o diecézní semináře a misijní práci. Záhy se rozšířila ve Francii, kde téměř zanikla během francouzské revoluce. Dnes působí v 19 zemích světa. 

## Seznam generálních představených
- sv. Jan Eudes (1643–1680)
- Jacques Blouet de Camilly (1680–1711)
- Guy de Fontaines de Neuilly (1711–1727)
- Pierre Cousin (1727–1751)
- Jean Prosper Auvray de Saint-André (1751–1769)
- Michel Lefèvre (1769–1775)
- Pierre Le Coq (1775–1777)
- Pierre Dumont (1777–1782)
- bl. François Louis Hébert (1782–1792)
- Charles-Toussaint Blanchard (9. Januar 1826–1830)
- Jérôme-Julien Louïs de la Morinière (1830–1849)
- Louis Gaudaire (1849–1870)
- Ange Le Doré (1870–1919)
- Paul Le Courtois (1944?–1948)
- François Lebesconte (1948–1953)
- Armand-François Le Bourgeois (1953–1966)
- Fernand Lacroix (1966–1970)
- Clément Guillon (1971–1983)
- Rénald Hébert (1983–1989)
- Pierre Drouin (1989–2001)
- Michel Gérard (2001–2011)
- Jean Camus (2011–2012)
- Camilo Bernal Hadad (2012–2017)
- Jean-Michel Amouriaux (od 2017)[1]